# IC 3516
IC 3516 је спирална галаксија у сазвјежђу Береникина коса која се налази на листи објеката дубоког неба у Индекс каталогу.
Деклинација објекта је + 27° 27' 10" а ректасцензија 12h 34m 17,3s. Привидна величина (магнитуда) објекта IC 3516 износи 14,7 а фотографска магнитуда 15,5. IC 3516 је још познат и под ознакама UGC 7724, MCG 5-30-22, FGC 1460, KUG 1231+277, PGC 41808.